# 国際資源学部
国際資源学部（こくさいしげんがくぶ、英語：Faculty of International Resource Sciences）は、地球科学から資源探査、開発・生産を対象とした理工系分野と、資源国の政策・文化や資源経済などを対象とした人文社会系分野からなり、資源を網羅的に学ぶことができる「資源学」を対象とした学部である。
日本では秋田大学に秋田大学国際資源学部が設置されている。

## 概要
秋田大学で2014年4月に、それまでの鉱山学部→工学資源学部の資源系学科と、教育文化学部の人文社会・国際系課程を分離、融合して開設された。
秋田大学国際資源学部に設置されている学科とコース
- 国際資源学科
  - 資源政策コース
  - 資源地球科学コース
  - 資源開発環境コース